# Jumanji (franquicia)
Jumanji es una franquicia de medios estadounidense, basada en los libros infantiles Jumanji (1981) y su secuela Zathura (2002), escrita por Chris Van Allsburg. La primera película fue producida por TriStar Pictures, y las películas posteriores por Columbia Pictures, ambas subsidiarias de Sony Pictures. La franquicia sigue las aventuras de varias personas que se encuentran en peligro cuando juegan a un juego encantado que viene con una variedad de elementos peligrosos de la jungla que los jugadores deben sobrevivir mientras juegan. En última instancia, la única forma de terminar con las interrupciones es terminar el juego mientras se soportan sus peligros.
La franquicia incluye cuatro películas: Jumanji (1995), Zathura: A Space Adventure (2005), Jumanji: Welcome to the Jungle (2017) y Jumanji: The Next Level (2019); y una serie de televisión animada que se emitió de 1996 a 1999. La primera película recibió críticas mixtas de los críticos, mientras que las tres películas posteriores recibieron una respuesta crítica positiva. Las películas han recaudado US$2 000 000 000 colectivamente en la taquilla mundial.

## Origen

### Jumanji(1981)
Dos niños, Peter y Judy, encuentran y juegan un juego en el que cada tirada de dados da vida a la jungla del juego (así como a las criaturas que viven en ella) a su alrededor. Para restablecer el mundo que los rodea, deben terminar el juego y llegar a la ciudad de oro titular. Posteriormente, se deshacen del juego que encuentran sus vecinos de al lado, dos hermanos pequeños.

### Zathura(2002)
Los hermanos Danny y Walter, vecinos de Peter y Judy del libro anterior, encuentran a Jumanji pero finalmente deciden no jugarlo. En cambio, encuentran un juego similar en el mismo tablero con un tema espacial, Zathura, que comienzan a jugar. Al igual que con Jumanji, jugar a Zathura trae elementos del juego a la realidad, y para que todo vuelva a la normalidad, los chicos deben completar el juego.

## Películas

### Jumanji(1995)
Dos niños encuentran y juegan un juego de mesa mágico. Al hacerlo, liberan a un hombre atrapado durante décadas en su dimensión interior y una serie de peligros de la jungla que solo pueden detenerse al terminar el juego.

### Zathura: A Space Adventure(2005)
Dos hermanos jóvenes se ven envueltos en una aventura intergaláctica cuando su casa es lanzada a las profundidades del espacio por el juego de mesa mágico que están jugando. Además, los hermanos suponen que la única forma de volver a casa es terminar el juego.
Aunque no hay referencias directas a Jumanji en Zathura: A Space Adventure y la trama de la película es independiente, el estudio la comercializó como si estuviera ambientada en el mismo universo ficticio y es temáticamente similar a las otras entregas de la franquicia. La película está basada en el libro infantil Zathura, también escrito por Van Allsburg, que fue una secuela de la novela Jumanji. A pesar de la ubicación de la película dentro del mismo universo ficticio, el director Jon Favreau desalentó la idea de que la película sea una secuela, ya que Jumanji no le gustó particularmente.

### Jumanji: Welcome to the Jungle(2017)
Veintidós años después de los acontecimientos de la película original, el juego de mesa se ha convertido mágicamente en un videojuego. Cuatro adolescentes de secundaria son transportados al entorno de la jungla del juego y se convierten en los avatares de los personajes que eligieron, y luego descubren a otra víctima atrapada en el juego también. La única salida es completar el juego y, al hacerlo, cada uno de ellos descubre lo mejor de sí mismo y gana con un nuevo heroísmo para superar el desafío. La película sirvió como una secuela directa de la película de 1995.

### Jumanji: El siguiente nivel(2019)
El equipo de amigos regresa a Jumanji para rescatar a uno de los suyos, pero descubren que nada es como esperaban. Los jugadores deben enfrentarse a lugares desconocidos, desde desiertos áridos hasta montañas nevadas, para escapar del juego más peligroso del mundo.

### Secuela de Jumanji: The Next Levelsin título (TBA)
En diciembre de 2019, Dwayne Johnson reveló que la próxima entrega de la franquicia revelaría que Jurgen the Brutal, el villano de The Next Level, era un avatar en el juego, y que se exploraría la identidad de quién interpretaba al personaje. En marzo de 2020, Jake Kasdan confirmó los primeros desarrollos para una película de seguimiento. Kasdan confirmó planes para mantener el elenco principal de las dos películas anteriores. Al mes siguiente, el cineasta afirmó que la historia de la próxima entrega está en desarrollo.
| Película                                      | Fecha de lanzamiento (Estados Unidos) | Director     | Guionista(s)                                                | Historia por                                 | Productor(es)                                                         |
| --------------------------------------------- | ------------------------------------- | ------------ | ----------------------------------------------------------- | -------------------------------------------- | --------------------------------------------------------------------- |
| Jumanji                                       | 15 de diciembre de 1995               | Joe Johnston | Jim Strain, Greg Taylor y Jonathan Hensleigh                | Jim Strain, Greg Taylor y Chris Van Allsburg | Scott Kroopf y William Teitler                                        |
| Zathura: A Space Adventure                    | 11 de noviembre de 2005               | Jon Favreau  | John Kamps y David Koepp                                    | John Kamps y David Koepp                     | Scott Kroopf, Michael De Luca y William Teitler                       |
| Jumanji: Welcome to the Jungle                | 20 de diciembre de 2017               | Jake Kasdan  | Erik Sommers, Jeff Pinkner, Chris McKenna y Scott Rosenberg | Chris McKenna                                | Matt Tolmach y William Teitler                                        |
| Jumanji: The Next Level                       | 13 de diciembre de 2019               | Jake Kasdan  | Jake Kasdan, Jeff Pinkner y Scott Rosenberg                 | Jake Kasdan, Jeff Pinkner y Scott Rosenberg  | Dwayne Johnson, Dany Garcia, Hiram Garcia, Matt Tolmach y Jake Kasdan |
| Secuela de Jumanji: The Next Level sin título | TBA                                   | Jake Kasdan  | TBA                                                         | TBA                                          | Dwayne Johnson, Dany Garcia, Hiram Garcia, Matt Tolmach y Jake Kasdan |

## Televisión

### Jumanji la serie animada(1996-1999)
Jumanji fue una serie animada de televisión inspirada en la película de 1995 que duró tres temporadas de 1996 a 1999.

## Reparto principal y personajes
| Personaje | Películas                      | Películas                    | Películas                      | Películas                           | Televisión        | Televisión        | Televisión                         | Videojuego              |
| Personaje | Jumanji                        | Zathura: A Space Adventure   | Jumanji: Welcome to the Jungle | Jumanji: The Next Level             | Jumanji           | Jumanji           | Jumanji                            | Jumanji: The Video Game |
| Personaje | Jumanji                        | Zathura: A Space Adventure   | Jumanji: Welcome to the Jungle | Jumanji: The Next Level             | Temp. 1           | Temp. 2           | Temp. 3                            | Jumanji: The Video Game |
| --- | ------------------------------ | ---------------------------- | ------------------------------ | ----------------------------------- | ----------------- | ----------------- | ---------------------------------- | ----------------------- |
| Elenco principal |                                |                              |                                |                                     |                   |                   |                                    |                         |
| Alan Parrish III | Robin Williams Adam Hann-ByrdY |                              | Mencionado                     |                                     | Bill FagerbakkeV  | Bill FagerbakkeV  | Bill FagerbakkeV Justin Jon RossVY |                         |
| Judith "Judy" Sheperd | Kirsten Dunst                  |                              |                                |                                     | Debi DerryberryV  | Debi DerryberryV  | Debi DerryberryV                   |                         |
| Peter Shepherd | Bradley Pierce                 |                              |                                |                                     | Ashley JohnsonV   | Ashley JohnsonV   | Ashley Johnson Cam ClarkeOV        |                         |
| Sarah Whittle | Bonnie Hunt Laura Bell BundyY  |                              |                                |                                     |                   |                   |                                    |                         |
| Profesor Van Pelt | Jonathan Hyde                  |                              | Bobby CannavaleA               |                                     | Sherman HowardV   | Sherman HowardV   | Sherman HowardV                    |                         |
| Walter Budwind El astronauta |                                | Josh Hutcherson Dax ShepardO |                                |                                     |                   |                   |                                    |                         |
| Daniel "Danny" Budwing | Jonah Bobo                     |                              |                                |                                     |                   |                   |                                    |                         |
| Lisa Budwing | Kristen Stewart                |                              |                                |                                     |                   |                   |                                    |                         |
| Dr. Xandeer "Smolder" Bravestone |                                |                              | Dwayne JohnsonA                | Dwayne JohnsonA Zachary TzegaegbeAY |                   |                   |                                    | Andrew Morgado          |
| Franklin "Mouse" Finbar | Kevin HartA                    | Kevin HartA                  | Phil LaMarr                    |                                     |                   |                   |                                    |                         |
| Profesor Sheldon "Shelly" Oberon | Jack BlackA                    | Jack BlackA                  | Mick Wingert                   |                                     |                   |                   |                                    |                         |
| Ruby Roundhouse "Asesina de hombres" | Karen GillanA                  | Karen GillanA                | Anna Graves                    |                                     |                   |                   |                                    |                         |
| Jefferson "Seaplane" McDonough | Nick JonasA                    | Nick JonasA                  |                                |                                     |                   |                   |                                    |                         |
| Spencer Gilpin | Alex Wolff                     | Alex Wolff                   |                                |                                     |                   |                   |                                    |                         |
| Anthony "Fridge" Johnson | Ser'Darius Blain               | Ser'Darius Blain             |                                |                                     |                   |                   |                                    |                         |
| Bethany Walker | Madison Iseman                 | Madison Iseman               |                                |                                     |                   |                   |                                    |                         |
| Martha Kaply | Morgan Turner                  | Morgan Turner                |                                |                                     |                   |                   |                                    |                         |
| Alexander "Alex" Vreeke | Colin Hanks Mason GussioneY    | Colin Hanks                  |                                |                                     |                   |                   |                                    |                         |
| Eddie Gilpin |                                |                              |                                | Danny DeVito                        |                   |                   |                                    |                         |
| Milo Walker | Danny Glover                   |                              |                                |                                     |                   |                   |                                    |                         |
| Ming Fleetfoot | AwkwafinaA                     |                              |                                |                                     |                   |                   |                                    |                         |
| Nora Shepherd | Bebe Neuwirth                  |                              |                                | Bebe Neuwirth                       | Melanie ChartoffV | Melanie ChartoffV | Melanie ChartoffV                  |                         |
| Carl Bentley | David Alan Grier               |                              |                                |                                     | Richard AllenV    | Richard AllenV    | Richard AllenV                     |                         |
| Samuel "Sam" Parrish | Jonathan Hyde                  |                              |                                |                                     |                   |                   |                                    |                         |
| Señor Budwing |                                | Tim Robbins                  |                                |                                     |                   |                   |                                    |                         |
| Robot | Frank OzV John Alexander       |                              |                                |                                     |                   |                   |                                    |                         |
| Lead Zorgon | Derek Mears                    |                              |                                |                                     |                   |                   |                                    |                         |
| Nigel Billingsley |                                |                              | Rhys Darby                     | Rhys Darby                          |                   |                   |                                    | Rhys Darby              |
| Señorita Gilpin | Marin Hinkle                   | Marin Hinkle                 |                                |                                     |                   |                   |                                    |                         |
| Señor Vreeke | Tim Matheson Sean BuxtonY      |                              |                                |                                     |                   |                   |                                    |                         |
| Bethany Vreeke | Sin acreditar                  | Madison Johnson              |                                |                                     |                   |                   |                                    |                         |
| Elenco secundario |                                |                              |                                |                                     |                   |                   |                                    |                         |
| Director Bentley |                                |                              | Marc Evan Jackson              |                                     |                   |                   |                                    |                         |
| Técnico Webb | Missi Pyle                     |                              |                                |                                     |                   |                   |                                    |                         |
| Flame |                                |                              |                                | Dania Ramirez                       |                   |                   |                                    |                         |
| Jürgen el Brutal | Rory McCann                    |                              |                                |                                     |                   |                   |                                    |                         |
| Switchblade | Massi Furlan                   |                              |                                |                                     |                   |                   |                                    |                         |
| Gromm | DeObia Oparei                  |                              |                                |                                     |                   |                   |                                    |                         |
| Cavendish | John Ross Bowie                |                              |                                |                                     |                   |                   |                                    |                         |
| - O indica una versión anterior del personaje. - V indica un rol de solo voz. - Y indica una versión más joven del personaje. - A indica un avatar de videojuego del personaje. |                                |                              |                                |                                     |                   |                   |                                    |                         |

## Detalles adicionales del equipo y la producción
| Película                       |               |                    |                                             | |                                   |             |
| Película                       | Compositor    | Fotografía         | Editor(es)                                  | Productora(s) | Distribuidora(s)                  | Duración    |
| ------------------------------ | ------------- | ------------------ | ------------------------------------------- | --- | --------------------------------- | ----------- |
| Jumanji                        | James Horner  | Thomas E. Ackerman | Robert Dalva                                | Teitler Films, TriStar Pictures y Interscope Communications                                                                     | TriStar Pictures                  | 104 minutos |
| Zathura: A Space Adventure     | John Debney   | Guillermo Navarro  | Dan Lebental                                | Teitler Films, Radar Pictures, Columbia Pictures, Jon Favreau Films y Michael De Luca Productions                               | Columbia Pictures                 | 101 minutos |
| Jumanji: Welcome to the Jungle | Henry Jackman | Gyula Pados        | Steve Edwards y Mark Helfrich               | Radar Pictures, Columbia Pictures, Seven Bucks Productions, Matt Tolmach Productions y Sony Pictures                            | Columbia Pictures (Sony Pictures) | 119 minutos |
| Jumanji: The Next Level        | Henry Jackman | Gyula Pados        | Tara Timpone, Steve Edwards y Mark Helfrich | Columbia Pictures, Hartbeat Productions, Seven Bucks Productions, Matt Tolmach Productions y The Detective Agency Entertainment | Columbia Pictures (Sony Pictures) | 123 minutos |

## Recepción

### Rendimiento de taquilla
| Película                       | Fecha de lanzamiento    | Taquilla                                            | Taquilla                                            | Taquilla                                              | Presupuesto (inflación)                             | Ref.   |
| Película                       | Fecha de lanzamiento    | Norteamérica (inflación)                            | Otros territorios (inflación)                       | Mundial (inflación)                                   | Presupuesto (inflación)                             | Ref.   |
| ------------------------------ | ----------------------- | --------------------------------------------------- | --------------------------------------------------- | ----------------------------------------------------- | --------------------------------------------------- | ------ |
| Jumanji                        | 15 de diciembre de 1995 | US$100 475 249 (equivalente a $200 906 613 en 2023) | US$162 322 000 (equivalente a $324 573 102 en 2023) | US$262 797 249 (equivalente a $525 479 714 en 2023)   | US$65 000 000 (equivalente a $129 971 610 en 2023)  | [ 7 ]  |
| Zathura: A Space Adventure     | 11 de noviembre de 2005 | US$29 258 869 (equivalente a $45 645 630 en 2023)   | US$35 062 632 (equivalente a $54 699 857 en 2023)   | US$64 321 501 (equivalente a $100 345 487 en 2023)    | US$65 000 000 (equivalente a $101 403 987 en 2023)  | [ 8 ]  |
| Jumanji: Welcome to the Jungle | 20 de diciembre de 2017 | US$404 515 480 (equivalente a $502 816 146 en 2023) | US$557 562 066 (equivalente a $693 054 341 en 2023) | US$962 077 546 (equivalente a $1 195 870 488 en 2023) | US$90 000 000 (equivalente a $111 870 758 en 2023)  | [ 9 ]  |
| Jumanji: The Next Level        | 13 de diciembre de 2019 | US$320 314 960 (equivalente a $381 726 380 en 2023) | US$479 744 747 (equivalente a $571 722 362 en 2023) | US$800 059 707 (equivalente a $953 448 741 en 2023)   | US$132 000 000 (equivalente a $157 307 302 en 2023) | [ 10 ] |
| Total                          | Total                   | US$854 564 558                                      | US$1 234 691 445                                    | US$2 089 256 003                                      | US$345 000 000                                      |        |

### Respuesta de la crítica y del público
| Película                       | Crítica           | Crítica         | Público     | Público  |
| Película                       | Rotten Tomatoes   | Metacritic      | CinemaScore | PostTrak |
| ------------------------------ | ----------------- | --------------- | ----------- | -------- |
| Jumanji                        | 55% (38 reseñas)  | 39 (18 reseñas) | A-          | —        |
| Zathura: A Space Adventure     | 76% (161 reseñas) | 67 (30 reseñas) | B+          | —        |
| Jumanji: Welcome to the Jungle | 76% (238 reseñas) | 58 (44 reseñas) | A-          | 84%      |
| Jumanji: The Next Level        | 71% (246 reseñas) | 58 (37 reseñas) | A-          | —        |

## Videojuegos

### Jumanji: A Jungle Adventure Game Pack(1996)
Jumanji: A Jungle Adventure es un videojuego lanzado exclusivamente en Norteamérica para Microsoft Windows el 9 de octubre de 1996. Fue desarrollado por Studio Interactive y publicado por Philips Interactive Media. Contiene cinco minijuegos arcade de acción diferentes que se basan en escenas populares de la película.

### Zathura(2005)
Zathura es un videojuego de acción y aventura desarrollado por High Voltage Software y publicado por 2K Games. Fue lanzado el 3 de noviembre de 2005 para 2 y Xbox.

### Jumanji(2006)
Jumanji es un videojuego de fiesta lanzado exclusivamente en Europa para PlayStation 2 en 2006, desarrollado por Atomic Planet Entertainment y publicado por Blast Entertainment.

### Jumanji(2007)
Fujishoji lanzó un juego de Pachinko en 2007, utilizando clips de la película y también diseños de personajes de anime CGI renderizados en 3D para el juego como parte de la interacción de la pantalla.

### Jumanji: The Mobile Game(2017)
Jumanji: The Mobile Game fue un juego para dispositivos móviles basado en la película Jumanji: Welcome to the Jungle de 2017, desarrollado por Idiocracy Games y publicado por NHN Entertainment, y lanzado para Android e iOS el 14 de diciembre de 2017. El juego se eliminó de Google Play y App Store el 2 de mayo de 2018 y su servicio finalizó el 24 de mayo.

### Jumanji: The VR Adventure(2018)
Jumanji: The VR Adventure fue una experiencia de realidad virtual basada en la película de 2017 Jumanji: Welcome to the Jungle. Desarrollado por MWM Immersive y publicado por Sony Pictures Virtual Reality, se lanzó en Steam para HTC Vive el 17 de enero de 2018. Aunque se anunció que la experiencia se lanzaría en Oculus Rift y PlayStation VR, los lanzamientos se cancelaron, ya que el juego fue muy criticado por su bajo rendimiento de gráficos y hardware. Fue eliminado de Steam el 9 de febrero de 2018.

### Jumanji: The Video Game(2019)
Jumanji: The Video Game es un videojuego de acción y aventura desarrollado por Funsolve y publicado por Outright Games. Basado en Jumanji: Welcome to the Jungle y Jumanji: The Next Level, se lanzó el 8 de noviembre de 2019 para PlayStation 4, Xbox One, Nintendo Switch y Microsoft Windows.